# La Guerche-de-Bretagne
La Guerche-de-Bretagne è un comune francese di 4 413 abitanti situato nel dipartimento dell'Ille-et-Vilaine nella regione della Bretagna.

## Società

### Evoluzione demografica
Abitanti censiti